# سیندی لاپر
سینتیا ان استفانی سیندی لاپر (به انگلیسی: Cyndi Lauper) متولّد ۲۲ ژوئن ۱۹۵۳ خواننده، ترانه سرا، هنرپیشه، تهیه‌کننده موسیقی، در نیویورک به دنیا آمد.
موفقیت او در اواسط ۱۹۸۰ با انتشار آلبوم «او خیلی غیرعادی است» به دست آمد. وی همچنین اولین خواننده زن، می‌باشد که به پنج تک آهنگ برتر در یک آلبوم دست یافته‌است.
او هم‌اکنون ۱۱ آلبوم و ۴۰ تک آهنگ، منتشر کرده، و تا سال ۲۰۰۸ بیش از ۳۰ میلیون آلبوم در سراسر جهان به فروش رسانده است.
او در فیلم زندگی با مایکی بازی کرده است.

## آلبوم‌شناسی
- ۱۹۸۳ She's So Unusual
- ۱۹۸۶ True Colors
- ۱۹۸۹ A Night to Remember
- ۱۹۹۳ Hat Full of Stars
- ۱۹۹۴ Twelve Deadly Cyns...and Then Some
- ۱۹۹۶ Sisters of Avalon
- ۱۹۹۸ Merry Christmas...Have a Nice Life
- ۲۰۰۱ Shine
- ۲۰۰۳ At Last
- ۲۰۰۵ The Body Acoustic
- ۲۰۰۸ Bring Ya to the Brink
- ۲۰۱۰ Memphis Blues